# Olibrinus pacificus
Olibrinus pacificus är en kräftdjursart som först beskrevs av Nunomura1990.  Olibrinus pacificus ingår i släktet Olibrinus och familjen Olibrinidae. Inga underarter finns listade i Catalogue of Life.